# Saint-Véran
Saint-Véran (okcitánsky Sant-Veran nebo Sent-Veran, místně se vyslovuje San-Vran) je venkovská francouzská obec nalézající se v departementu Hautes-Alpes v regionu Provence-Alpes-Côte d'Azur.

## Poloha
Obec Saint-Véran s přibližně 200 obyvateli se celá nachází v regionálním přírodním parku Queyras.

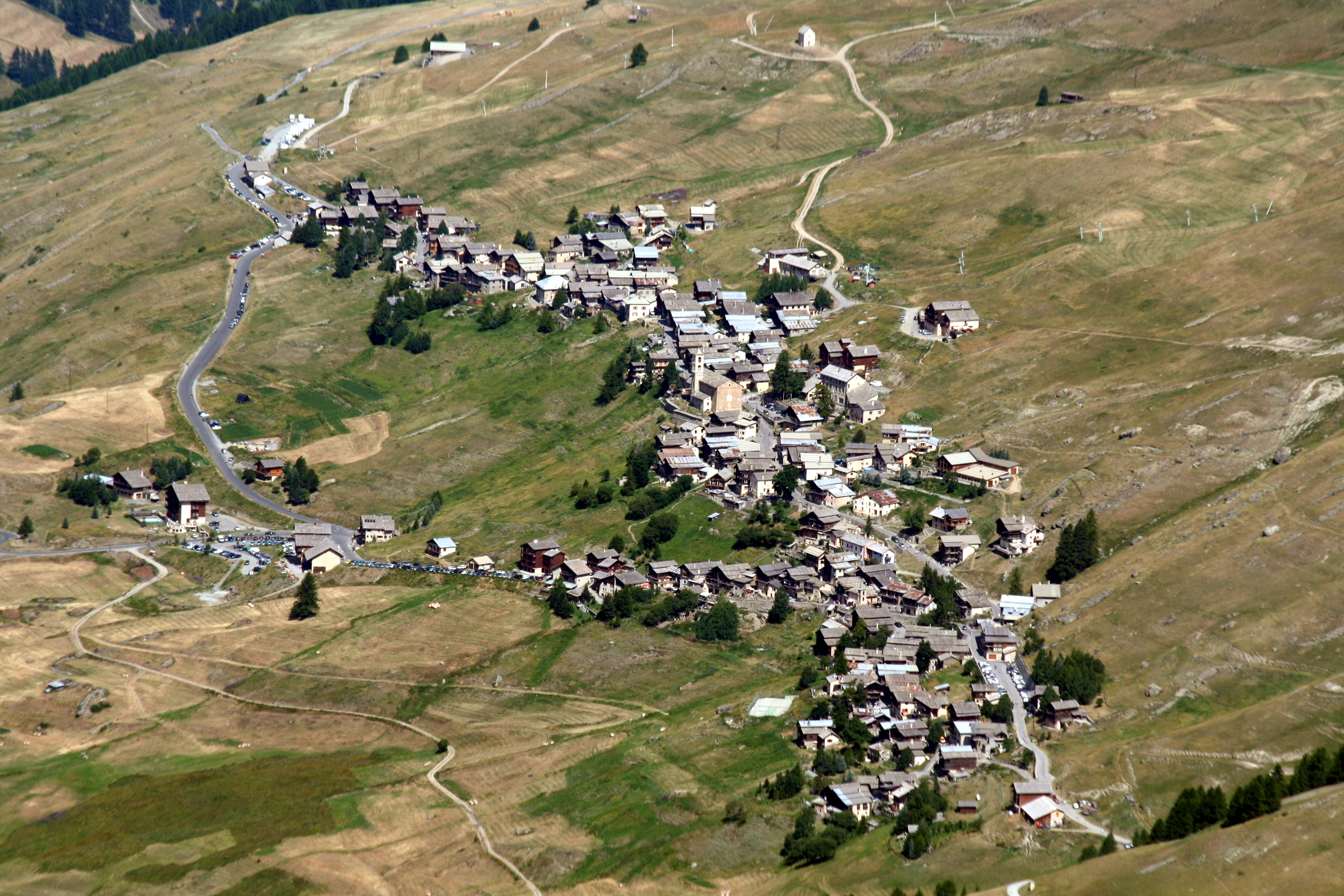
pohled na Saint-Véran

Centrum obce (kostel) se nachází v nadmořské výšce 2042 m a Saint-Véran je tak někdy označován za nejvýše položenou obec v Evropě.
Výše však leží savojská obec Tignes, která má zvonici v nadmořské výšce 1790 m, ale radnice, stejně jako její druhý kostel a centrum obce, se nacházejí ve výšce 2100 m, přičemž nadmořská výška obce se pohybuje od 1440 do 3747 m.
Výše než Saint-Véran se nacházejí také vesnice Juf ve Švýcarsku (2133 m) a Trepalle v Itálii (2069 m), což ale nejsou samostatné obce, ale vesnice patřící k obcím, jejichž hlavní sídlo leží níže v údolí.
Motto se netýká jen samotné nadmořské výšky, ale také vztahu mezi nadmořskou výškou a pěstováním žita, které se používá k výrobě chleba. V představách starých obyvatel je Saint-Véran nejvýše položenou vesnicí, kde se jí chléb z obilí vypěstovaného na okolních polích: „Lou plus aouto coumunoutas inte se mangeu lou pan de Diou“ („Nejvýše položená vesnice, kde se jí Boží chléb“ – nápis na slunečních hodinách na zdi kostela). Od povodní v roce 1957, které zničily potrubí přivádějící vodu do mlýna, však tento mlýn již neexistuje a mouka se v Saint-Véran již nevyrábí. Pěstování žita bylo po roce 1957 rovněž zastaveno.
Minimální nadmořská výška obce je 1756 m a maximální 3175 m. Obce Saint-Gervais-les-Bains a Chamonix v Haute-Savoie, které mají společný vrchol Mont Blancu, mají maximální nadmořskou výšku 4808 m, ale jejich centra jsou níže než centrum Saint-Véran. Středisko zimních sportů Val Thorens, které se nachází ve výšce 2300 m v obci Saint-Martin-de-Belleville, je pravděpodobně nejvýše položeným celoročně obydleným místem ve francouzských Alpách.

## Historie
Měděné doly na území obce byly využívány již v době bronzové (2. tisíciletí př. n. l.) a některé výkopy jsou stále ještě viditelné.
Legenda o svatém Véranovi z Cavaillonu vypráví, že biskup z Cavaillonu, který se narodil v Gévaudanu v 6. století, zranil draka, který pustošil kraj Cavaillon na jihu departementu Vaucluse. Biskup zraněného draka zahnal do Alp, kde drak zemřel. Drak při svém ústupu krvácel, a proto se ve Francii vyskytují i další vesnice se jménem Saint-Vérand ve Vaucluse, Isère a Rhône.
Velká část obyvatelstva byla protestantská a utekla před pronásledováním, jak dokládá protestantský kostel a biblické verše nade dveřmi. V minulosti byla v obci důležitá řemeslná výroba: košíkářství, výroba nástrojů, truhlářství, tesařství a zemědělství, chov (kozy, krávy). Také zde probíhala výroba břidlice ze štol vyhloubených ve skále.

## Památky v obci
V centru obce se nachází památkově chráněný farní kostel svatého Vérana, jehož portál zdobí sochy lvů, z nichž jeden drží mezi tlapami dítě. Uvnitř budovy jsou různé dřevěné sochy vyřezané obyvateli vesnice. Kostel je obklopen hřbitovem, na kterém jsou pohřbíváni katoličtí obyvatelé Saint-Véran. Protestantští obyvatelé jsou pohřbíváni na hřbitově v osadě Raux.

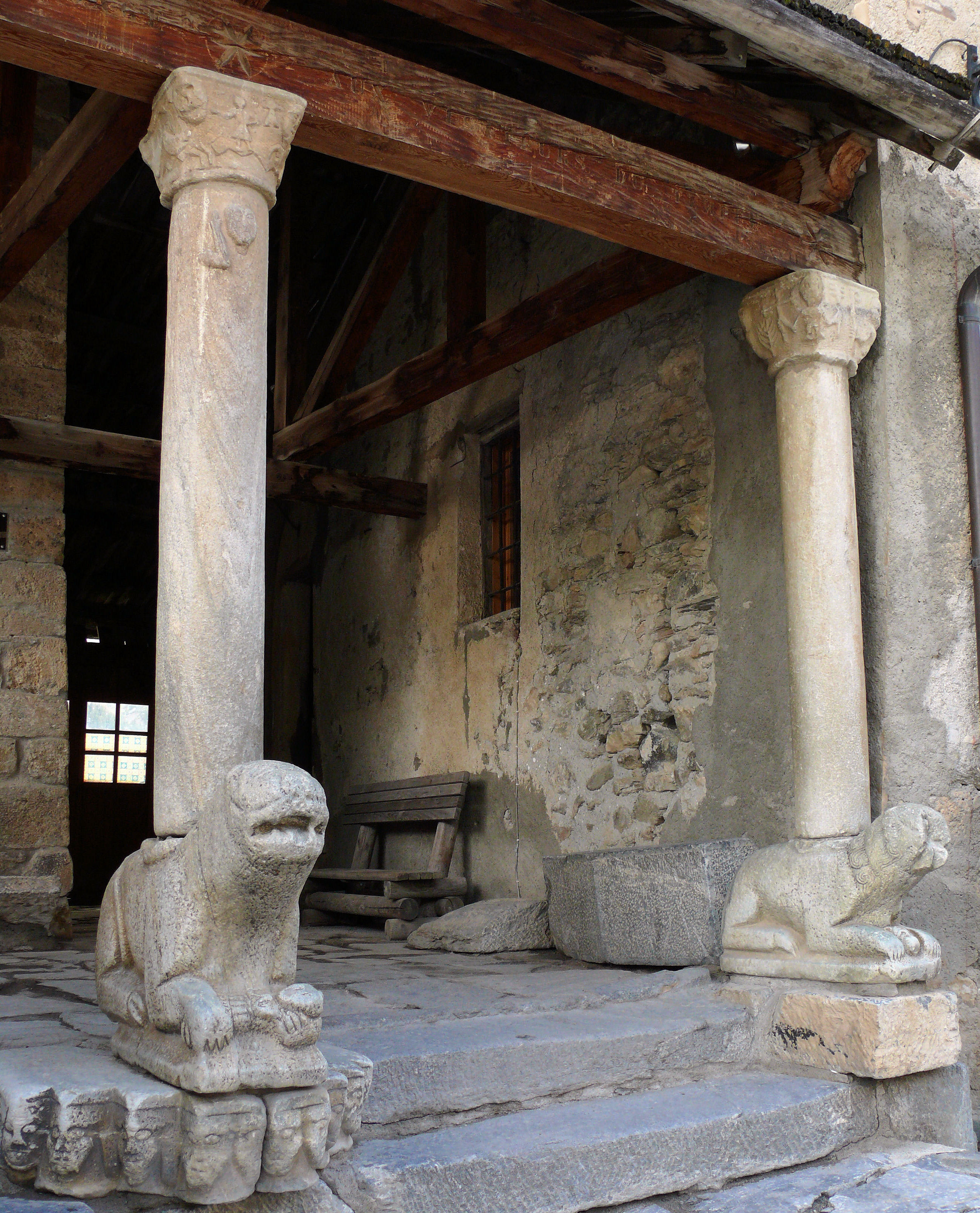
socha lva u kostela

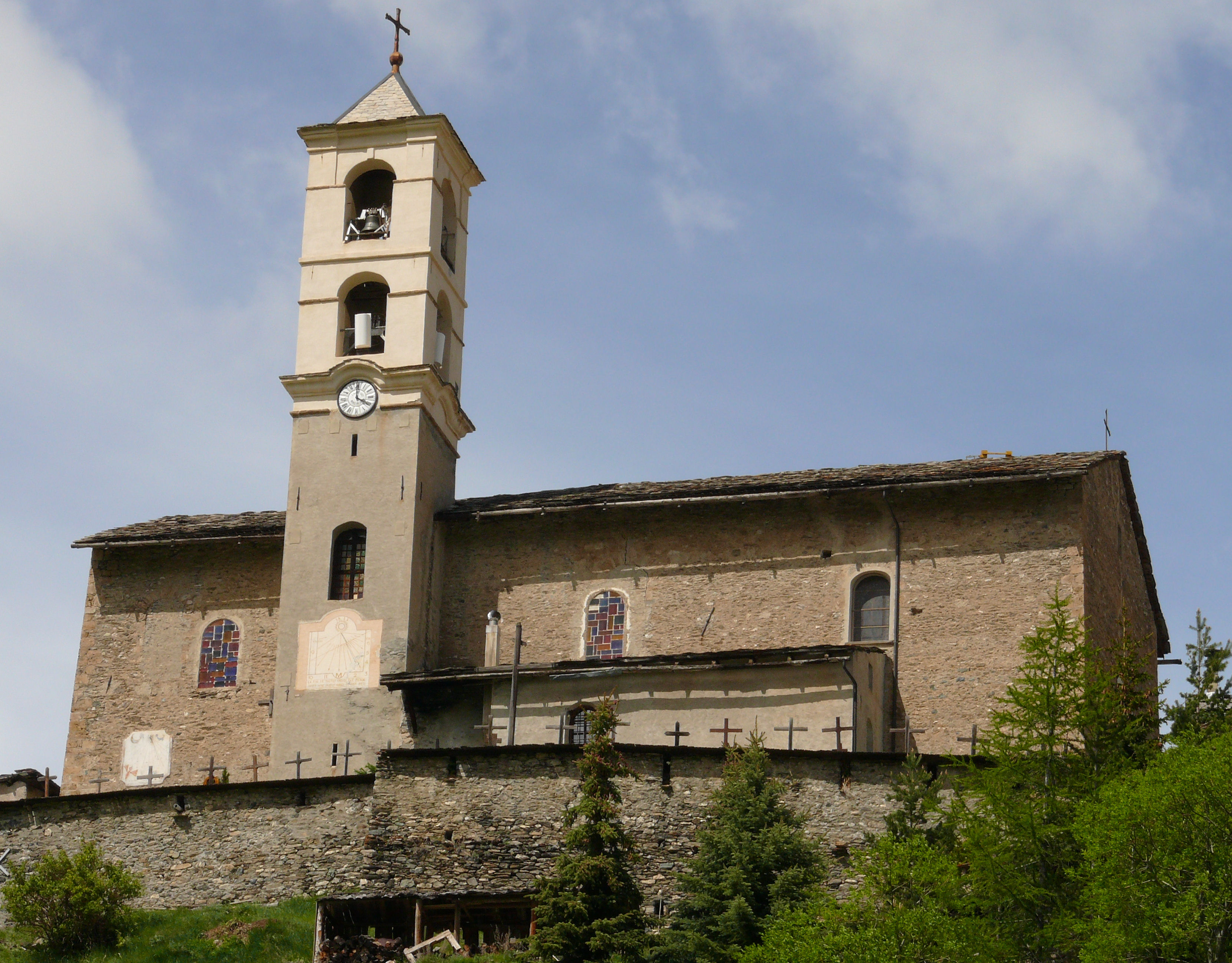
katolický kostel v Saint-Véran

V obci se nachází asi dvacet nástěnných slunečních hodin z období renesance. Sluneční hodiny od malíře Giovanniho Francesca Zarbuly z roku 1840 na domě ve čtvrti Forannes byly v roce 1996 zapsány do seznamu historických památek Francie.
Astronomická observatoř byla zřízena v roce 1974 v nadmořské výšce 3000 metrů a od roku 1990 je k dispozici amatérským astronomům a od srpna 2015 i veřejnosti. Sdružení spravující tuto lokalitu, Association Astroqueyras, pravidelně zveřejňuje kalendář akcí a návštěv.
V obci se nachází reformovaný kostel (evangelický chrám). Starý chrám byl zničen po vydání ediktu z Fontainebleau v roce 1685. Současný kostel byl postaven v roce 1804. Zvonice pochází z roku 1843.

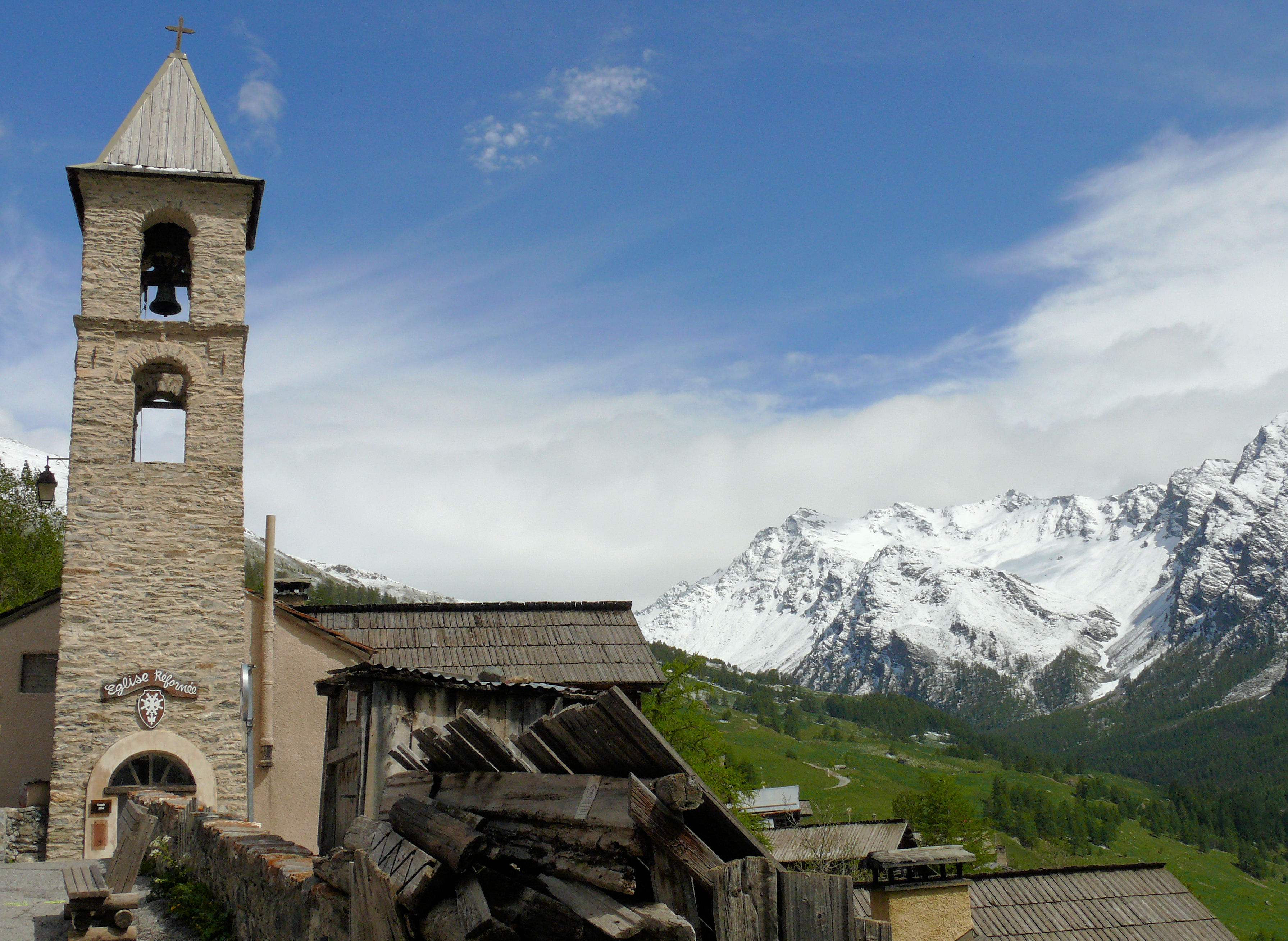
protestantský kostel v Saint-Véran

Obec s pomocí obyvatel a památkové nadace obnovuje vesnické kaple, včetně nádherné kaple Clausis, která se nachází na dně údolí Blanche. Kaple jsou v letních měsících otevřeny pro veřejnost jednou týdně.
Za návštěvu stojí také muzeum rolnického života z 19. až 20. století ve starém statku, muzeum „Le Soum“. Dům byl postaven v roce 1641. V roce 1993 jej koupili lidé narození v Saint-Véran, sběratelé předmětů každodenního života a práce na půdě v pohoří Queyras. Ukazuje organizaci statku, kde lidé a zvířata žili během dlouhých zimních měsíců.

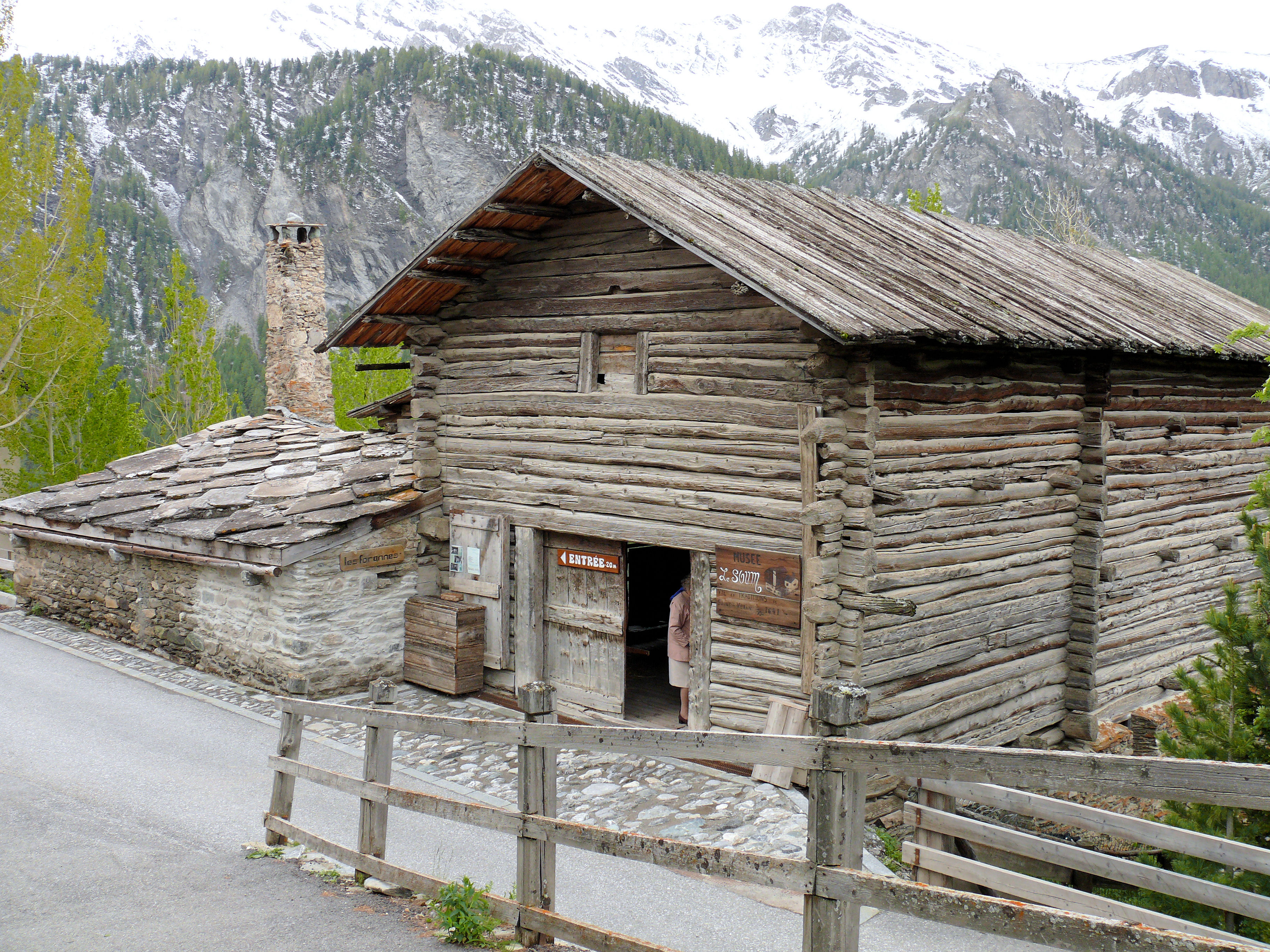
muzeum Le Soum

Tradiční domy v Saint-Vérann mají zvláštní půdorys přizpůsobený životu v horách. Přízemí je postaveno z kamenných zdí o tloušťce 50 až 70 cm. Horní část, zvaná „fuste“, je tvořena kmeny stromů naskládanými na sebe a zkříženými v rozích, střecha je pokryta modřínovým šindelem. Na budovu navazuje menší kamenná stavba krytá břidlicovou krytinou zvaná „caset“. Lidé a zvířata vstupovali do přízemí dvojitými dveřmi. V domě se nachází fougagno neboli kuchyň; carotto neboli sklep; peil, klenutá místnost umístěná u stěny kuchyně, kde je umístěno ohniště; stáj, což je místnost společná pro lidi a zvířata. Stůl, židle a uzavřená postel byly umístěny u okna a lidé si užívali zvířecího tepla. Zvířata byla v zadní části místnosti.